# Oral Engineering OE-250M3R
La Oral Engineering OE-250M3R è una motocicletta da competizione della classe Moto3 progettata dalla Oral Engineering.

## Descrizione
La Oral Engineering grazie all'ingegnere Mauro Forghieri ha sviluppato un motore che può essere installato nelle ciclistiche delle Aprilia RS 125 R, quindi telaio, forcellone, sospensioni e impianto frenante, mentre serbatoio, pompa benzina, air box, presa aria, radiatore acqua, tubo di scarico e carenatura, sono stati riprogettati dalla Oral, lo scarico viene comunque sia fornito dalla Arrow.
Nel 2013 venne utilizzato un motore completamente nuovo

## Campionati
Nel 2012 ha partecipato solo alle prime gare del motomondiale, mentre nel 2013 stringe un accordo con Kymco e partecipa al campionato italiano velocità CIV e al campionato europeo velocità CEV